# 童学寺

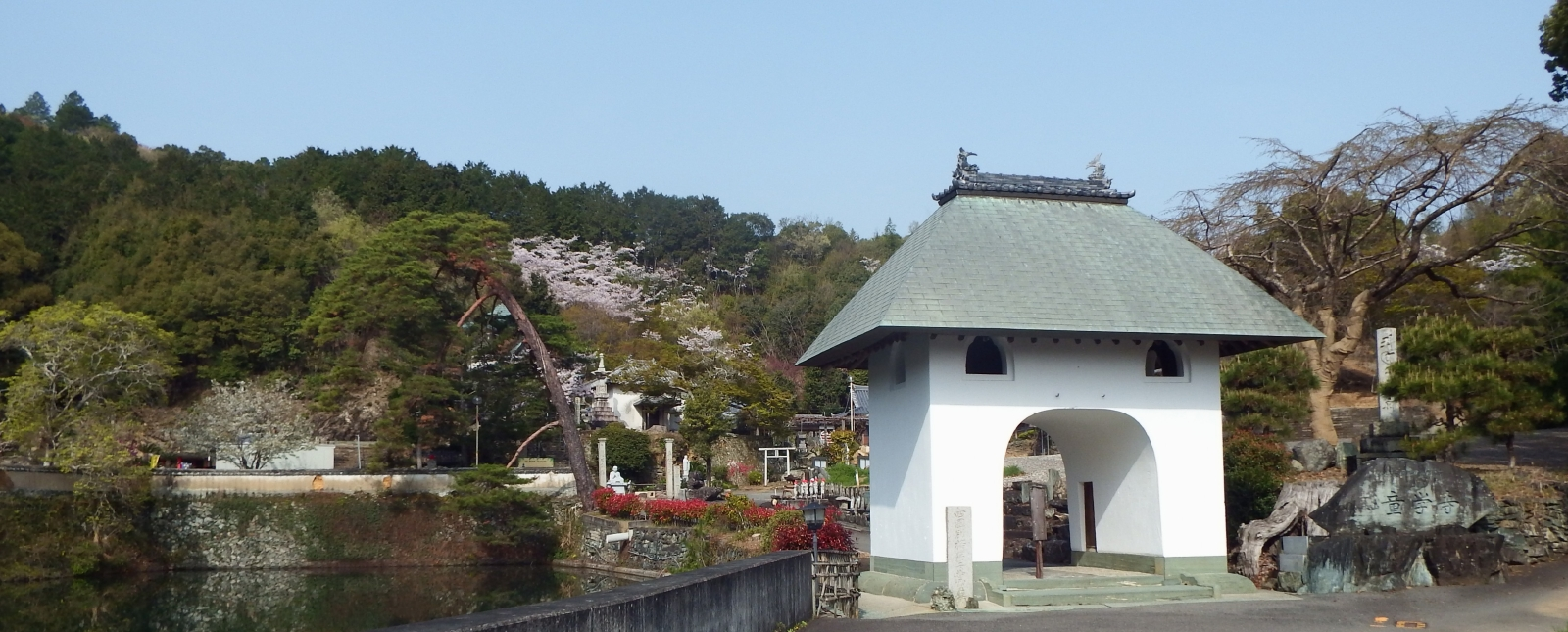
境内

童学寺（どうがくじ）は、徳島県石井町にある真言宗善通寺派別格本山の寺院。東明山（とうめいざん）、大谷院（おおたにいん）と号す。本尊は薬師如来。四国別格二十霊場二番札所。四国三十六不動尊霊場十一番札所。空海（弘法大師）学問所の由緒から学業成就の寺として広く知られる。
- 本尊真言：おん ころころ せんだりまとうぎ そわか
- 御詠歌：まいるなら 三世の悪業 消へはてる 南無や薬師の 瑠璃の光に

## 概要

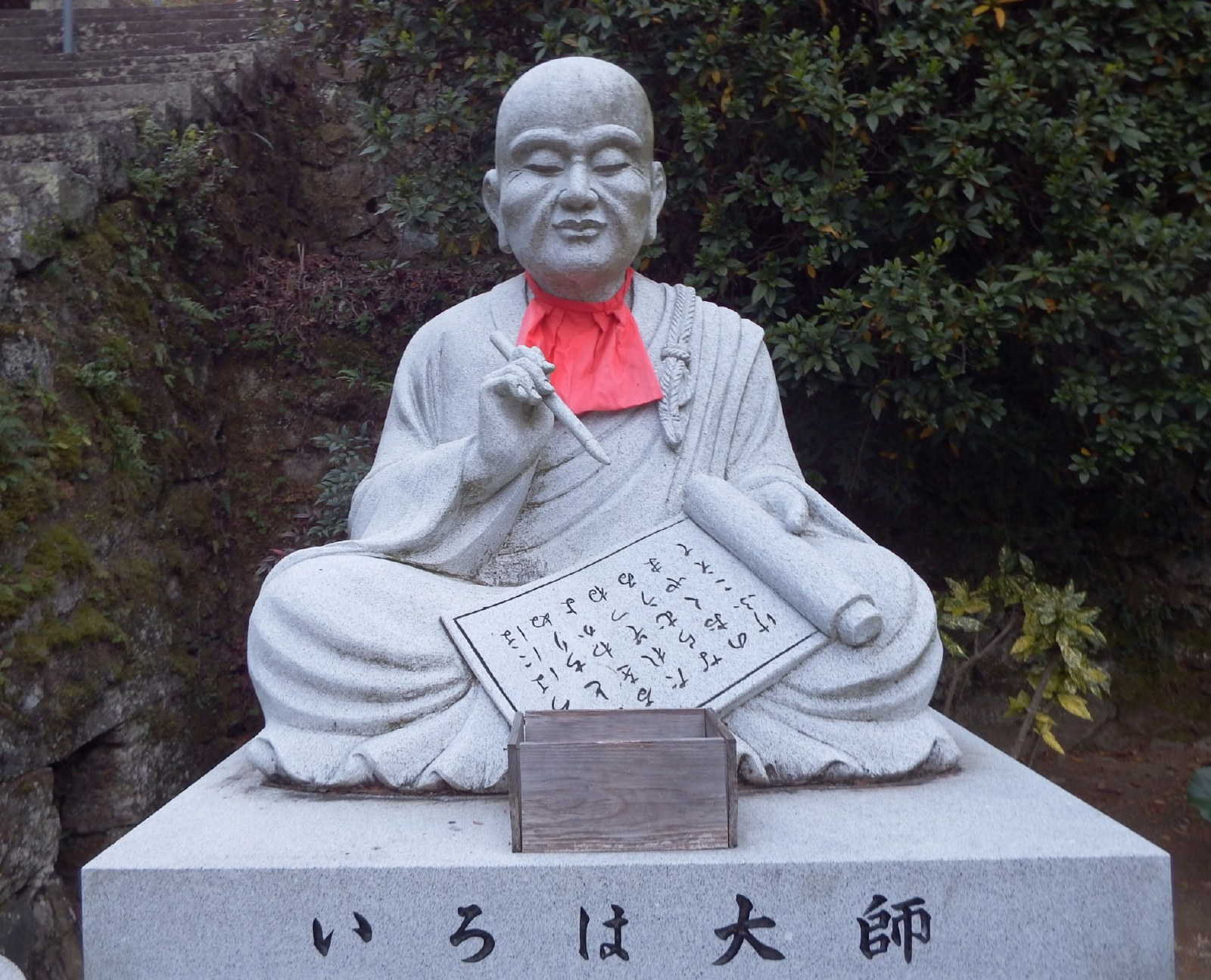
いろは大師

『阿波志』等に伝える寺伝によれば、飛鳥時代、行基が創建したという。奈良時代末から平安時代にかけ空海が7歳から15歳まで当寺で書道や密教などを学び、『いろは四十八文字』を創作したと伝わる。その由緒から寺号を童学寺と称するようになったとされる。弘仁6年（815年）、空海が42歳のときに再び当寺を訪れて伽藍を整備し、自らが彫刻した薬師如来、阿弥陀如来、観音菩薩、持国天、毘沙門天、歓喜天を安置したという。
童学寺の近くには「石井廃寺跡」（徳島県指定史跡）という奈良時代前期にさかのぼる寺院跡が存在し、これが童学寺の前身ともいわれている。石井廃寺跡からは、金堂、三重塔などの建物跡が検出されており、東に塔、西に金堂が建つ、法起寺式伽藍配置であった。
正和元年（1312年）津茂・松家両氏の発願により大規模な修繕が行われたことが、現存する棟札からわかっている。
天正年間（1573年 – 1592年）長宗我部元親の兵火を受けて全山焼失したが、元禄年間（1688年 – 1704年）に肥後の国より来錫した僧堪霊により再建された。
安政５年（1858年）昌平校教授であった安積信が童学寺の縁起を撰して碑文を建立している。
2017年3月25日午後5時30分頃、庫裏（住居兼台所）が火元とみられる火災が発生し、本堂及び庫裏などの建物が全焼。国の重要文化財に指定されている木造薬師如来坐像は運び出され無事だった。

## 境内
- 山門
- 本堂：歓喜天堂が仮の本堂を兼ねている。
- 大師堂：稚児大師像（童子姿の弘法大師像）が拝観できる。
- 歓喜天堂（拝殿・奥殿）
- 八十八ケ所堂（四国88ケ所のお砂踏み道場）
- 三十三観音回廊（西国三十三観音のお砂踏み道場）
- 遍照堂（四国別格二十霊場のミニ霊場）
- 経蔵（古い経典が保存されている）

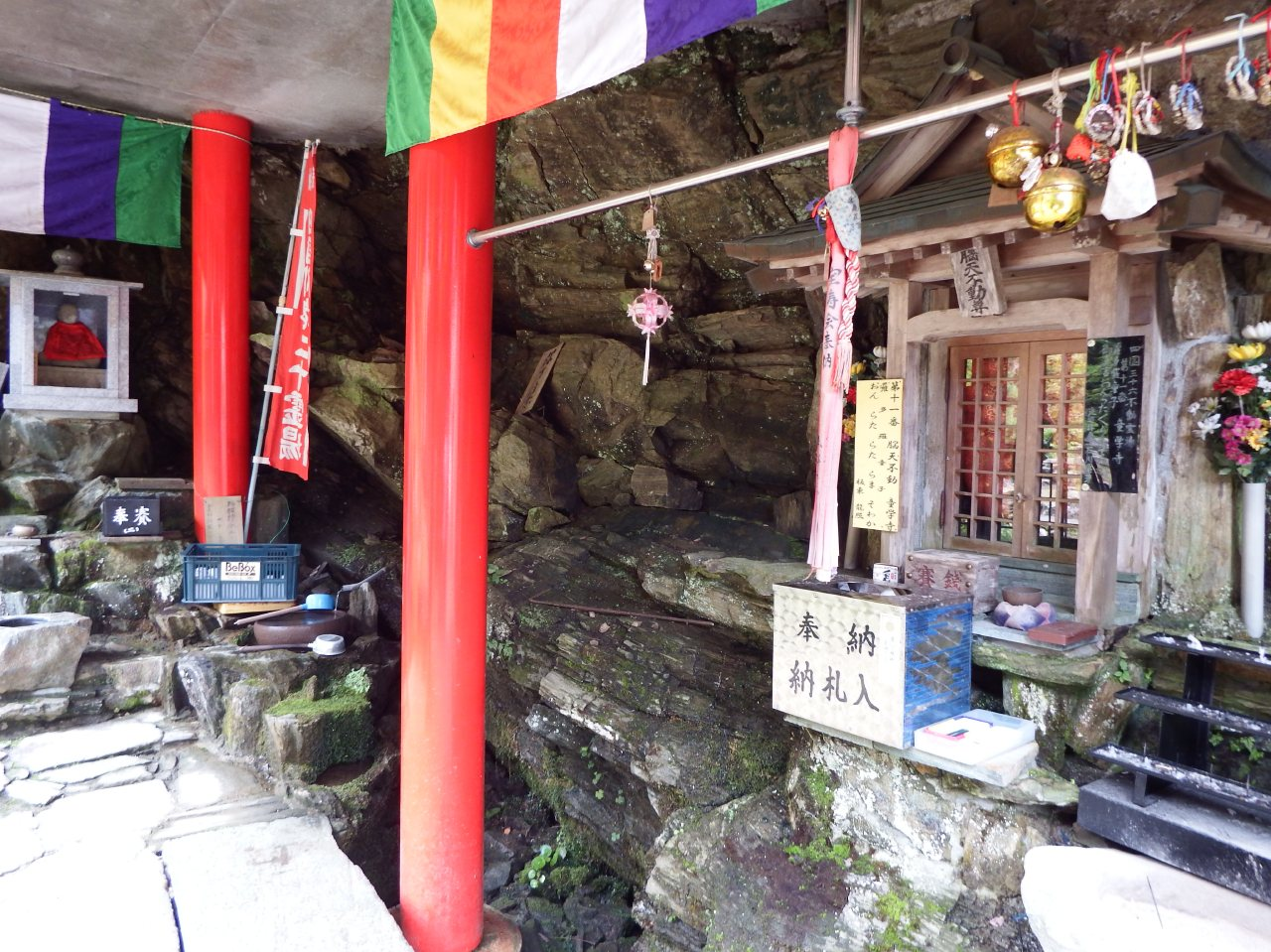
お筆の加持水と不動尊祠

- お筆の加持水：大師が硯の水を求めたという泉で絶えることなく、飲めば緒病の治癒、硯に使えば筆達者になるという霊水。
- 不動尊祠（四国三十六不動霊場の札所）ぼけ封じや中風除けのご利益がある脳天不動明王を祀る。
- 庭園「逍遥園（しょうようえん）」室町時代築。
- 句碑：「学のあと永久よ 薬師の岩清水」が不動尊祠の右にある。

城の内溜池が境内の東側にあるので、その手前に車を駐車して堰堤を歩いて山門をくぐる。正面の石段を上がると本堂（歓喜天堂）があり、右奥に大師堂がある。

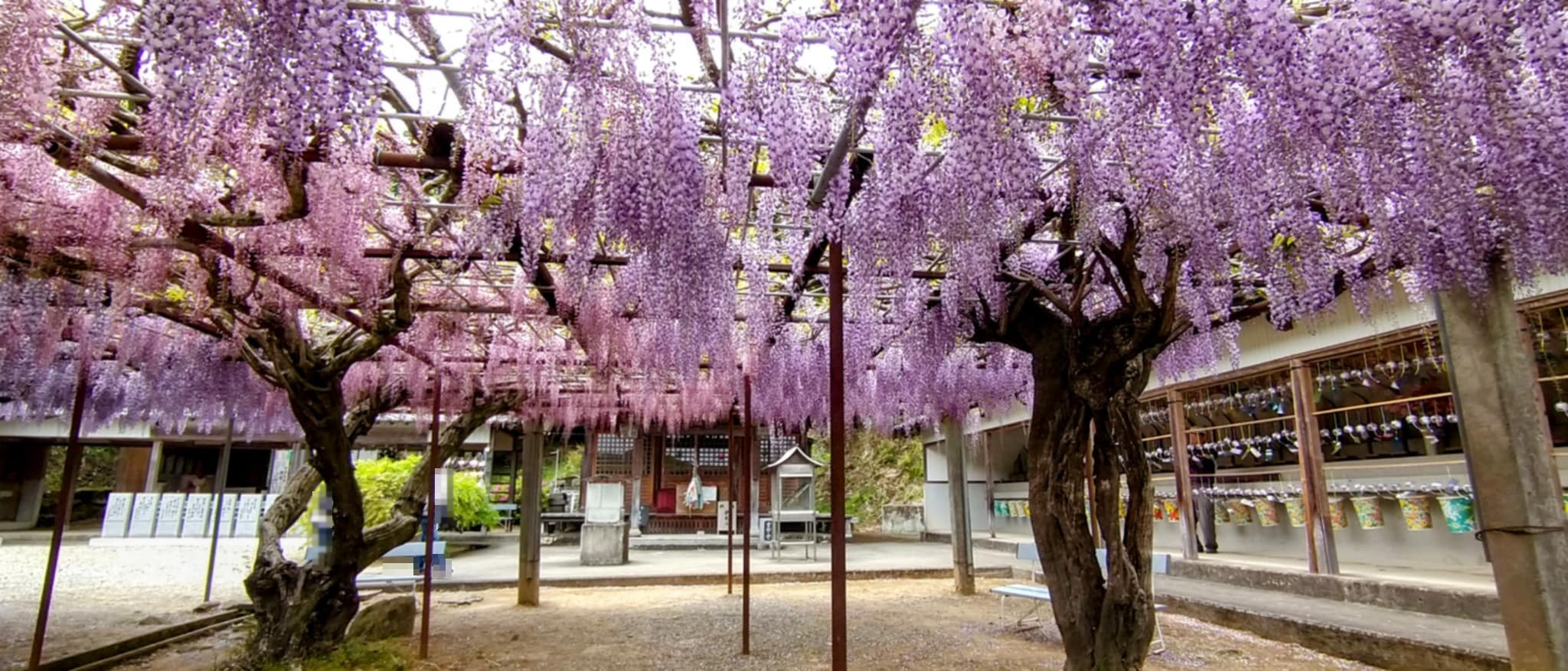
大師堂前の藤
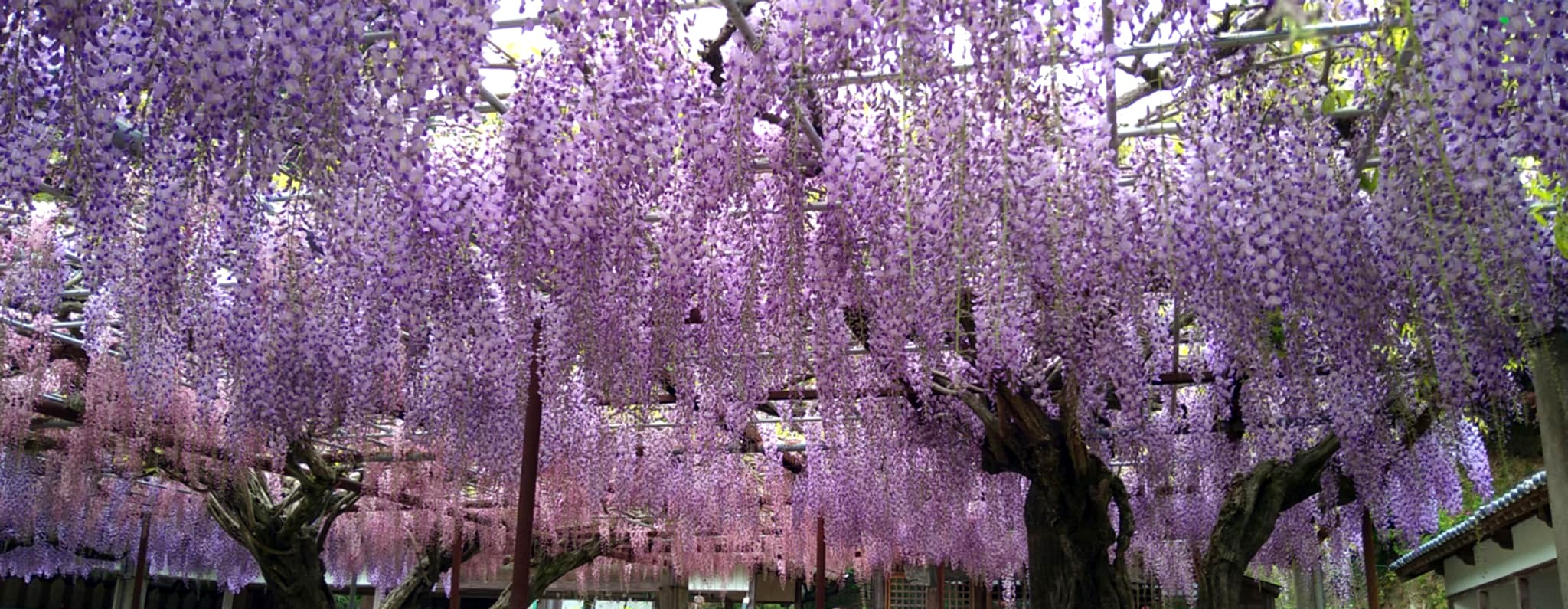
藤
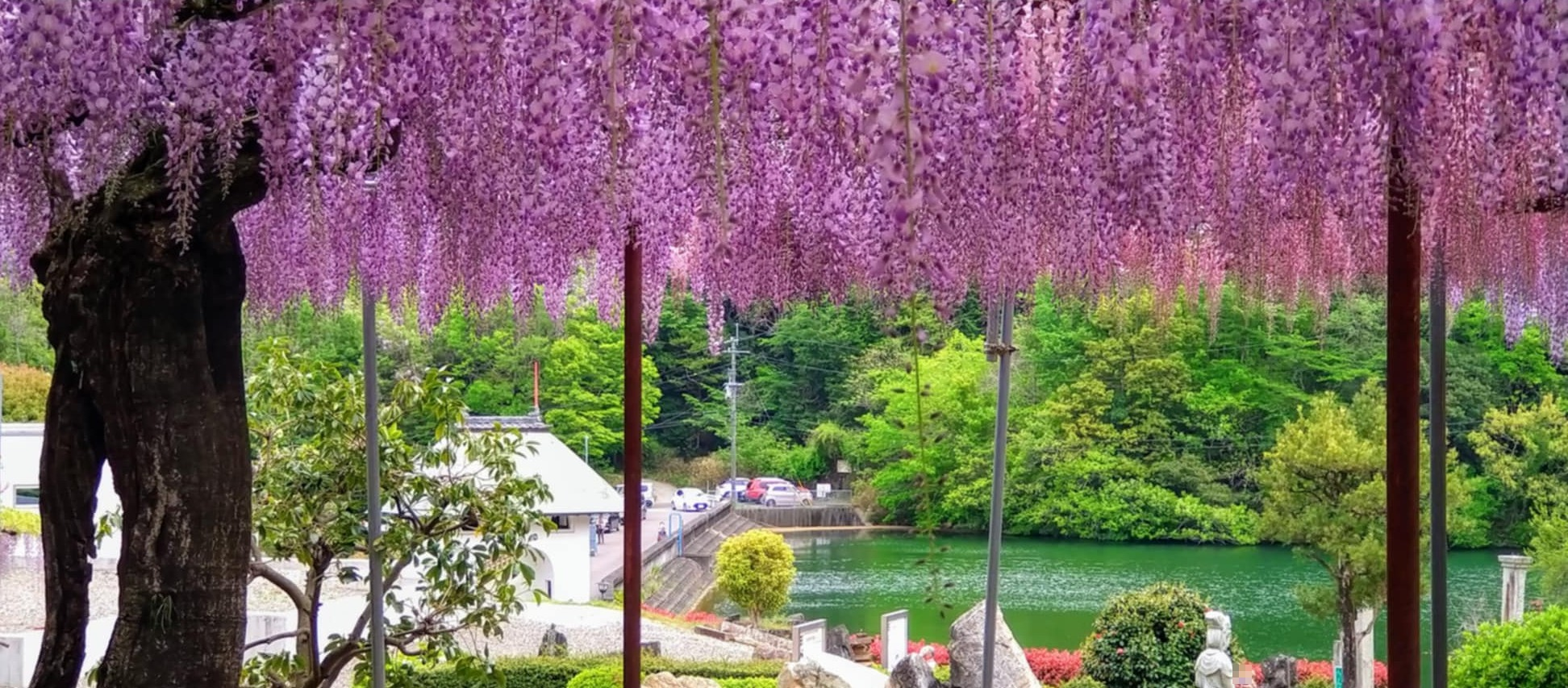
藤

## 文化財
重要文化財
- 木造薬師如来坐像 - 寄木造、古色・漆箔、像高64.0 cm。平安時代後期の定朝様の仏像。明治44年8月9日指定[2]

石井町指定有形文化財
- 切支丹灯籠 - 歓喜天堂の前にあり、平成10年9月24日指定[3]

石井町指定名勝
- 庭園「逍遥園（しょうようえん）」 - 書院裏、池泉回遊式庭園、平成26年7月4日指定[3][4]

## 交通アクセス
鉄道
- 四国旅客鉄道（JR四国） 徳島線 – 石井駅 下車 徒歩30分

バス
- 徳島バス「石井署」下車 徒歩18分

## 前後の札所
四国別格二十霊場
1 大山寺 -- (16.7 km) -- 2 童学寺 -- (48.0 km) -- 3 慈眼寺
四国三十六不動尊霊場
10番 東禅寺 -- (4 km) --   11番 童学寺 -- (9 km) -- 12番 建治寺